# Келли (телесериал)
Келли (англ. Kelly) — австралийский приключенческий сериал для детей, премьера которого состоялась на канале Network Ten в 1991 году.

## Сюжет
Сериал рассказывают о немецкой овчарке по имени Келли, ранее работавшей в полиции. После ранения, сержант Майк Паттерсон отправляет собаку на восстановление в семью своего сына. Келли становится лучшим другом для Джо Паттерсона, внучки Майка, и её друга Дэнни Фостера. Вместе они переживают множество увлекательных приключений.

## В ролях
- Шармэн Горман — Джо Паттерсон
- Александр Кэмп — Дэнни Фостер
- Гил Такер — Фрэнк Паттерсон
- Алиса Пайпер — Мэгги Паттерсон
- Энтони Хоукинс — Майк Паттерсон
- Мэттью Кеттерингэм — Крис Паттерсон
- Кэти Бринсон — Доктор Робин Фостер
- Джозеф Спано — Брайан Хортон
- Саймон Грей — Роббо
- Мэт Лайонс — Дино
- Орион Эриксон — Флэттоп

## Список эпизодов
В сериале 2 сезона.

### Сезон 1[2]
- 1x01. Между жизнью и смертью / Between Life & Death (1 сентября 1991)
- 1x02. Спасение / Rescue From Danger (1 сентября 1991)
- 1x03. Похитители птиц / The Bird Thieves (1 октября 1991)
- 1x04. Несчастный случай / The Accident (1 октября 1991)
- 1x05. Пятница, 13 / Friday, The 13th (1 октября 1991)
- 1x06. Пожар / The Fire (1 октября 1991)
- 1x07. Друг познаётся в беде / A Friend In Need (1 декабря 1991)
- 1x08. Тихий выходной за городом / A Quiet Weekend In The Country (1 декабря 1991)
- 1x09. Богатство и перья / Fortunes & Feathers (1 декабря 1991)
- 1x10. Поселенец / The Settler (1 января 1992 года)
- 1x11. Вечеринка / Parting (1 января 1992)
- 1x12. Тасманский тигр/ The Tasmanian Tiger (1 января 1992)
- 1x13. Просто назови меня по имени / Just Call Out My Name (1 января 1992)

### Сезон 2[3]
- 2x01. Крюк, линия и тонущий / Hook, Line and Sinker (12 сентября 1992)